# XØ
XØ – дебютний альбом американського хардкор-панк гурту Leathermouth, фронтменом якого певний час був Френк Аїро, також відомий як ритм-гітарист My Chemical Romance. Реліз альбому відбувся 27 січня 2009 року на Epitaph Records. Незважаючи на те, що альбом не потрапив до Billboard 200, він зайняв 21 місце у Top Heatseekers. Alternative Press оцінили альбом у 3,5 зірки, Kerrang! – 4, NME – 8/10. Ре-реліз альбому на вінілі відбувся 9 листопада 2018, кількість платівок була обмежена до 1000.

## Теми текстів пісень
Аїро написав усі тексти до пісень та використовував їх як засіб висловлення власних думок щодо політики та соціуму, як засіб впоратися із тривогою та депресією, які він пережив протягом життя (деякі тексти він написав ще до того, як гурт сформувався). Тексти мають злий, гострий характер та осуджують вплив ЗМІ на рок-музику, конформізм у суспільстві тощо. Деякі теми були навіяні фільмами жахів 80-х років, які Френк дивився у дитинстві.
Пісня 5th Period Massacre віддзеркалює почуття Аїро щодо шкільних перестрілок та як в цьому звинувачують індустрію розваг, Sunsets Are For Muggings – про візит Френка до психіатра та його сімейну історію психічних захворювань.
|  | Цей альбом про спроби показати людям, що насправді коїться на їх очах. Ми всі так сильно намагаємося вдавати, що нічого поганого з добрими людьми не стається, віримо, що існує якась найвища сила… проте це справжнісіньке лайно. Припиніть закривати очі вашим дітям. Насправді все на світі просто жахливе, а якщо вдавати, що це не так, то нічого не зміниться. Я вже втомився від людей, які моляться по зміни, адже насправді все залежить тільки від них самих, вони повинні підняти свій зад та піти змінити щось. |

## Реакція
В інтерв’ю з Alternative Press Френк розповів історію про візит Секретної Служби США щодо пісні  I Am Going to Kill the President of the United States of America. Аїро пояснив, що пісня була написана ніби від імені протестантів, яких він часто бачив під час світового туру з My Chemical Romance. Уряд сказав йому, що, якщо він зробить ре-реліз альбому із цією піснею або хоч раз зіграє її на концерті, його ув’язнять на п’ять років. 
Журналіст Kerrang! Алістер Лоуренс писав: «Френк Аїро тепер офіційно роздратований юнак. <…> Тут він чудово попрацював. Забудьте про всі забобони: XØ – один із найбільш уїдливих, гострих та злісних хардкор-панк альбомів, які ви почуєте у цьому році.»

## Треклист
Усі пісні написані Leathermouth.
| #     | Назва                                                              | Тривалість |
| ----- | ------------------------------------------------------------------ | ---------- |
| 1.    | «5th Period Massacre»                                              | 2:13       |
| 2.    | «Catch Me If You Can»                                              | 2:30       |
| 3.    | «This Song Is About Being Attacked by Monsters»                    | 2:40       |
| 4.    | «I Am Going to Kill the President of the United States of America» | 2:58       |
| 5.    | «Murder Was the Case That They Gave Me»                            | 2:46       |
| 6.    | «Sunsets Are for Muggings»                                         | 1:57       |
| 7.    | «My Lovenote Has Gone Flat»                                        | 2:21       |
| 8.    | «Your Friends Are Full of Shit»                                    | 2:05       |
| 9.    | «Bodysnatchers 4 Ever»                                             | 2:10       |
| 10.   | «Leviathan»                                                        | 1:57       |
| 11.   | «Myself» (бонус iTunes)                                            | 2:14       |
| 23:37 |                                                                    |            |

## Склад гурту
- Френк Аїро – вокал
- Роб Х'юз – гітара, бек-вокал
- Джон МакГуайр – бас-гітара, бек-вокал
- Джеймс Дьюїс – барабани, перкусія
- Ед Аулетта – ритм-гітара